# Janta II

Herb Janta II

Janta II (Janth, Jantha) – polski herb szlachecki, używany przez rodzinę wywodzącą się z Kaszub.

## Opis herbu
Opis zgodnie z klasycznymi regułami blazonowania:
W polu błękitnym dwie skrzyżowane strzały z gwiazdą złotą po każdej stronie, na lewo półksiężyc srebrny w prawo. Nad tarczą wyłącznie korona szlachecka.

## Najwcześniejsze wzmianki
Herb przytaczany w herbarzach "Nowego" Siebmachera (Der Adel des Königreichs Preußen, 1906), oraz Żernickiego (Der Polnische Adel, 1900), na podstawie opisu Reinholda Cramera (Geschichte der Lande Lauenburg und Bütow, 1858).

## Herbowni
Janta (Gent, Jandeke, Jant, Jante, Janth, Jantha, Janthe, Jąnt, Jąnth, błędnie Jardin, Jarte, Zante), także jako pierwszy człon z odmiejscowymi nazwiskami Połczyński (Polczynski, Pulcinski, Półczyński), Lipiński, Czapiewski. Pierwszy, rodowy człon nazwiska niekiedy bywał całkowicie zarzucany.
Jantowie notowani są jeszcze z herbami Janta (głównie) i Janta III (Jantowie-Połczyńscy).